# Robb Holland
Robb Holland (ur. 18 listopada 1967 roku w Denver) – amerykański kierowca wyścigowy.

## Kariera
Holland rozpoczął karierę w międzynarodowych wyścigach samochodowych w 2007 roku od startów w klasach GT i Touring Car SCCA World Challenge. Z dorobkiem odpowiednio 19 i 37 punktów uplasował się tam odpowiednio na 31 i 24 pozycji w końcowej klasyfikacji kierowców. W późniejszych latach Amerykanin pojawiał się także w stawce SCCA Pro Racing World Challenge, Pirelli World Challenge, World Touring Car Championship oraz British Touring Car Championship.
W World Touring Car Championship Amerykanin wystartował podczas amerykańskiej rundy sezonu 2012 z brytyjską ekipą Bamboo Engineering. Uplasował się odpowiednio na trzynastej i szesnastej pozycji. W klasyfikacji Yokohama Drivers Trophy był dwudziesty.